# 공동체 라디오

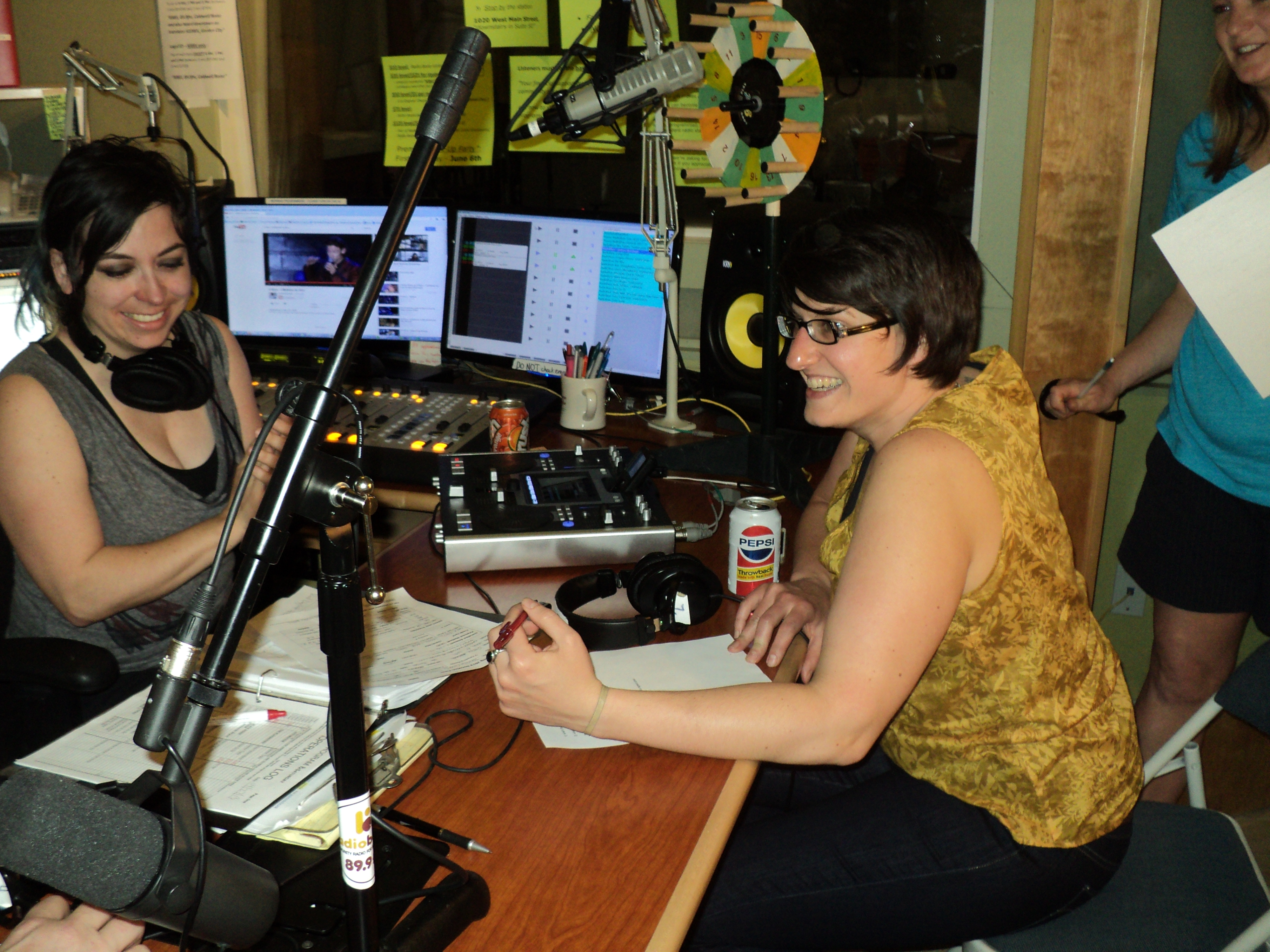
KRBX 라디오 보이시(Radio Boise)는 2013년 방송국의 봄 라디오톤(Spring Radiothon)에서 자원봉사를 했다. 이러한 지역 미디어에는 직접적인 커뮤니티 지원이 매우 중요하다.

공동체 라디오, 커뮤니티 라디오(Community radio), 커뮤니티 방송은 민영 및 공영 방송에 더해 제3의 라디오 방송 모델을 제공하는 라디오 서비스이다.
커뮤니티 스테이션은 지리적 커뮤니티와 관심 있는 커뮤니티에 서비스를 제공한다. 그들은 지역의 특정 청중에게 인기 있고 관련성이 있는 콘텐츠를 방송하지만 상업(또는) 대중 매체 방송사에서는 종종 간과된다. 지역사회 라디오 방송국은 그들이 봉사하는 지역사회에 의해 운영, 소유 및 영향을 받는다. 이들은 일반적으로 비영리 단체이며 개인, 그룹, 공동체가 자신의 이야기를 전하고 경험을 공유하며 미디어가 풍부한 세상에서 미디어의 창작자 및 기여자가 될 수 있도록 하는 메커니즘을 제공한다.
세계 여러 지역에서 지역사회 라디오는 방송 외에도 지역사회 및 자원 봉사 부문, 시민 사회, 기관, NGO 및 시민이 협력하여 지역사회 개발 목표를 더욱 발전시키기 위한 수단 역할을 한다. 프랑스, 아르헨티나, 남아프리카공화국, 호주, 아일랜드 등 많은 국가에는 법적으로 정의된 커뮤니티 라디오(별도의 방송 부문)가 있다. 대부분의 법안에는 정의의 일부로 "사회적 이익", "사회적 목표" 및 "사회적 이익"과 같은 문구가 포함되어 있다. 공동체 라디오는 나라마다 다르게 발전해 왔으며, 표현의 자유와 사실상의 현실이 다른 영국, 아일랜드, 미국, 캐나다, 호주에서는 이 용어의 의미가 다소 다르다.

## 같이 보기
- 캠퍼스 라디오
- 대한민국의 공동체라디오 방송국